# 小行星44711
小行星44711（44711 Carp）是一颗绕太阳运转的小行星，为主小行星带小行星。该小行星于1999年10月3日发现。
該小行星以日本棒球隊廣島東洋鯉魚命名。

## 轨道参数
小行星44711的轨道半长轴为2.2537474 UA，离心率为0.236。